# El Grinch: el cuento animado
El Grinch: el cuento animado es una película de dibujos animados estadounidense hecha para televisión en 1966 dirigida por Chuck Jones. Está basada en el cuento infantil del mismo nombre escrito por el Dr. Seuss, que cuenta la historia de El Grinch y su intento de robar la Navidad a los habitantes de Whoville, el pueblo que hay al pie de la montaña en la que vive. La película, considerada como un cortometraje ya que dura menos de una hora, es uno de los pocos especiales de Navidad de los 60 que se sigue emitiendo hoy día. Jones y Seuss habían trabajado previamente en la serie de cortometrajes institucionales Private Snafu, realizada por United Productions of America durante la Segunda Guerra Mundial.
El corto de 26 minutos fue emitido originalmente en la CBS el 18 de diciembre de 1966. CBS lo emitió anualmente durante la época navideña hasta 1987. Desde 2006, la ABC lo ha emitido también cada Navidad. También fue adquirido por  Turner Broadcasting System, que lo suele emitir varias veces entre noviembre y diciembre. Desde entonces ha sido emitido por TNT, Cartoon Network, la WB Television Network y ABC Family, pero con algunas escenas cortadas para dar más espacio a las pausas publicitarias. En cualquier caso, actualmente es el primer clásico navideño que se emite por televisión cada Navidad.
Boris Karloff, en uno de sus últimos trabajos, narra la película y también dobla la voz de El Grinch. La película pue producida por The Cat in the Hat Productions en asociación con los departamentos de animación y televisión de Metro-Goldwyn-Mayer. MGM poseyó los derechos hasta 1986. Hoy los poseen Turner Entertainment (propietario del copyright) y Warner Bros. Animation. Warner Bros. Television posee los derechos de emisión, y Warner Home Video los de DVD y Blu-ray.

## Argumento
La historia es completamente fiel al libro original. Las únicas novedades notables son el color (en el libro original las ilustraciones eran en rojo y blanco, con algo de rosa), la ampliada aparición de Max, el perro de El Grinch y la inserción de tres canciones: Welcome Christmas (cantada por un coro al inicio y al final de la película), Trim Up the Tree, con ritmo de polka, y la más conocida, You're a Mean One, Mr. Grinch (interpretada por Thurl Ravenscroft). Casi todas las rimas son exactas a las del libro. Las principales adiciones son la sustitución de los regalos "seussianos" sin sentido por regalos normales como bicicletas y otros juguetes. Una prolongada secuencia, sin diálogos, en la que El Grinch y Max descienden de la montaña hacia Villa Quién con cómica dificultad, fue añadida para ampliar la duración de la película.
Es víspera de Navidad en el pueblo de Villa Quién, y sus habitantes, los Quién, están haciendo todos los preparativos para el día siguiente. Todos excepto el cascarrabias y antipático Grinch (con voz de Boris Karloff), que tiene el corazón dos veces más pequeño y vive en una cueva en lo alto de una montaña al norte de Villa Quién junto a su perro Max. El Grinch odia todo lo relacionado con la Navidad por el ruido que producen los festejos. Tras haber soportado esto durante 53 años, El Grinch trata de pensar en cómo evitar que llegue la Navidad. Entonces se le ocurre disfrazarse de Papá Noel y robar todos los regalos y adornos de los Quién, creyendo que eso bastará para que la Navidad no se celebre.
El Grinch hace un gorro y un abrigo de Papá Noel y disfraza a Max de reno colocándole un cuerno en la cabeza. A continuación carga un montón de sacos vacíos en un viejo trineo tirado por Max inician el descenso hacia Villa Quién con algo de dificultad. Ya en Villa Quién, El Grinch empieza a robar en la primera casa. La pequeña Cindy Lou (con voz de June Foray) se despierta y le pregunta por qué se está llevando el árbol de Navidad. El Grinch finge ser Papá Noel y le dice que hay una bombilla estropeada en el árbol y se lo lleva a su taller para repararla. A continuación le da de beber y la envía de nuevo a dormir. Después de que Cindy Lou vuelve a la cama, El Grinch se lleva el árbol y la leña de la chimenea, junto con todos los regalos, adornos, la comida y los calcetines colgados en la chimenea. Después hace lo mismo en todas las demás casas y se lleva también el árbol y los adornos de las calles.
Cargados con todos los regalos y adornos navideños de los quien, El Grinch y Max llevan el trineo a lo alto del Monte Crumpit para tirarlo desde la cima. Sintiéndose contento, El Grinch se detiene a escuchar esperando oír los lamentos de los quien, pero estos están todavía felices y empiezan a cantar, demostrando que el espíritu navideño no depende los regalos, los adornos o los banquetes. El Grinch se da cuenta de que no ha evitado que llegue la Navidad y empieza a entender su verdadero significado, haciendo que su corazón se haga tres veces más grande y consiguiendo evitar que el trineo caiga por el precipicio. El Grinch devuelve todo lo robado y es invitado a participar en la fiesta, donde es él quien trincha el asado.

## Curiosidades
- Parte del especial de Navidad se puede ver en Home Alone 2: Lost in New York.

- Datos: Q251801